# 伊曼加利·塔斯马甘别托夫
伊曼加利·努尔加利耶维奇·塔斯马甘别托夫（羅馬化：İmanğali Nūrğaliūly Tasmağambetov，發音：[ɯjmɑnɣɑlɪ no̙ɾɣɑɫɯjo̙ɫɯ tɑsmɑɣɑmbʲetəf]；1956年12月9日—） 哈萨克斯坦政治家，2002年至2003年担任哈萨克斯坦总理，2004年至2008年任阿拉木图市长，2008年至2014年阿斯塔纳市长， 2017年2月3日，任哈薩克斯坦共和國驻俄羅斯聯邦特命全權大使。

## 生平

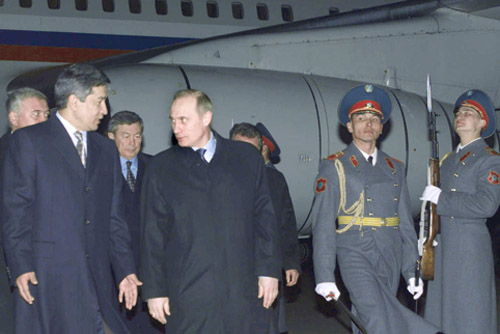
與弗拉基米尔·普京。阿拉木圖，2002年2月28日

塔斯马甘别托夫1956年12月9日出生于哈萨克斯坦古里耶夫州（现称阿特劳州），毕业于乌拉尔普希金教育学院，是政治学博士，当过地理和生物教师。1983年起任哈萨克共青团古里耶夫州第一书记，1990年至1991年任哈萨克共产党中央政治局委员，1991年起任哈萨克青年事务委员会主席。
1993年任努尔苏丹·纳扎尔巴耶夫总统的总统助理，1995年3月起任主管文化和教育工作的副总理，1997年3月4日至10月10日任副总理兼教育和文化部长，1998年任总统府第一助理，1999年2月任阿特劳州州长。2000年12月任主管社会问题的政府副总理，2002年1月28日被纳扎尔巴耶夫总统任命为哈萨克斯坦总理。
2003年6月13日塔斯马甘别托夫提出辞职，据当地媒体报道，塔斯马甘别托夫辞职是因为政府同议会在土地私有化问题上存在分歧。
接替塔斯马甘别托夫总理职务的是巴甫洛达尔州州长达尼亚尔·艾哈迈托夫，艾哈迈托夫承诺将延续塔斯马甘别托夫内阁的政策。
2004年，他被任命为哈萨克斯坦共和国总统行政主管。
从2004年12月至2008年4月任阿拉木图市长。
从2008年4月至2014年10月任阿斯塔纳市长。
自2008年10月22日起担任“ 祖国之光”阿斯塔纳市分支机构主席。
2014年10月22日被任命为哈萨克斯坦国防部长。
自2016年9月13日起任哈萨克斯坦共和国副总理。
2017年2月3日，他被任命为哈萨克斯坦共和国驻俄罗斯联邦特命全权大使。2017年3月16日向俄罗斯总统弗拉基米尔·普京递交国书。